# Maria Luísa de Hanôver
Maria Luísa  Vitória Carolina Amélia Alexandra Augusta Frederica de Hanôver e Cumberland (em alemão:  Marie Louise Victoria Caroline Amalie Alexandra Augusta Friederike von Hannover-Cumberland; Gmunden, 11 de outubro de 1879 - Salem, 31 de janeiro de 1948) era filha mais velha de Ernesto Augusto, Príncipe Herdeiro de Hanôver e de sua esposa, a princesa Tira da Dinamarca.

## Família
Seu pai era filho do rei Jorge V de Hanôver e de Maria de Saxe-Altemburgo, e sua mãe era a filha mais nova do rei Cristiano IX da Dinamarca e da princesa Luísa de Hesse-Cassel. Maria Luísa era trineta do rei Jorge III do Reino Unido e da duquesa Carlota de Mecklemburgo-Strelitz.

## Casamento e descendência
Maria Luísa casou-se no dia 10 de julho de 1900 em Gmuden, no Império Austro-Húngaro, com o príncipe Maximiliano de Baden, filho do príncipe Guilherme de Baden e da princesa Maria Maximilianovna de Leuchtenberg, fazendo-o assim um primo afastado do imperador Napoleão III de França. Maria e Maximiliano tiveram uma filha e um filho:
- Maria Alexandra de Baden (24 de fevereiro de 1902 - 29 de janeiro de 1944), casada com o príncipe Wolfgang de Hesse-Cassel; foi morta num raid aéreo durante a Segunda Guerra Mundial; sem descendência.
- Bertoldo, Marquês de Baden (24 de fevereiro de 1906 - 2 de outubro de 1963), casado com a princesa Teodora da Grécia e Dinamarca, irmã do príncipe Filipe, Duque de Edimburgo.